# Aneflus glabropunctatus
Aneflus glabropunctatus là một loài bọ cánh cứng trong họ Cerambycidae.